# Willem Sprenger (1903-1974)
Willem Sprenger (Leeuwarden, 9 juni 1903 – 7 november 1974) was een Nederlands politicus.
Hij werd geboren als zoon van Heinrich Gustav Wilhelm Sprenger (1870-1944; directeur geweest van de Leeuwarder Courant) en Maria Christina Jacoba Baart de la Faille (1875-1963). Zijn ouders waren Nederlands Hervormd, maar hij werd in 1926 Rooms-Katholiek. Sprenger is in 1929 afgestudeerd in de rechten aan de Rijksuniversiteit Leiden en was daarna werkzaam bij de gemeentesecretarie van Noordwijk. In 1931 werd hij benoemd tot burgemeester van de Gelderse gemeente Ewijk. In de periode 1945-1946 had Ewijk een waarnemend burgemeester; daarna hervatte Sprenger zijn functie weer. Met ingang van oktober 1966 werd hem op eigen verzoek ontslag verleend. In 1974 overleed hij op 71-jarige leeftijd.